# فرزاد جعفري
فرزاد جعفری (25 مارس 1993 بدزفول في إيران - ) هو لاعب كرة قدم إيراني في مركز الظهير. لعب مع نادي استقلال أهواز ونادي استقلال خوزستان ونادي ملوان.